# Liste der Biografien/Macp
Liste der Biografien |
Portal Biografien |
Personensuche
# |
A |
B |
C |
D |
E |
F |
G |
H |
I |
J |
K |
L |
M |
N |
O |
P |
Q |
R |
S |
T |
U |
V |
W |
X |
Y |
Z |
?
 
Ma |
Mb |
Mc |
Md |
Me |
Mf |
Mg |
Mh |
Mi |
Mj |
Mk |
Ml |
Mm |
Mn |
Mo |
Mp |
Mq |
Mr |
Ms |
Mt |
Mu |
Mv |
Mw |
Mx |
My |
Mz
 
Maa |
Mab |
Mac |
Mad |
Mae |
Maf |
Mag |
Mah |
Mai |
Maj |
Mak |
Mal |
Mam |
Man |
Mao |
Map |
Maq |
Mar |
Mas |
Mat |
Mau |
Mav |
Maw |
Max |
May |
Maz
 
Maca |
Macb |
Macc |
Macd |
Mace |
Macf |
Macg |
Mach |
Maci |
Mack |
Macl |
Macm |
Macn |
Maco |
Macp |
Macq |
Macr |
Macs |
Mact |
Macu |
Macv |
Macw |
Macy |
Macz
Die Liste der Biografien führt alle Personen auf, die in der deutschsprachigen Wikipedia einen Artikel haben. Dieses ist eine Teilliste mit 32 Einträgen von Personen, deren Namen mit den Buchstaben „Macp“ beginnt.

## Macp

### Macph
- Macphail, Agnes (1890–1954), kanadische Politikerin
- MacPhail, Angus (1903–1962), britischer Drehbuchautor
- MacPhail, Lee (1917–2012), US-amerikanischer Baseballfunktionär
- MacPhail, Lloyd (1920–1995), kanadischer Politiker, Vizegouverneur von Prince Edward Island
- MacPhee, Kevin (* 1980), US-amerikanischer Pokerspieler
- MacPhee, Ross D. E. (* 1949), US-amerikanischer Mammaloge schottischer Herkunft
- Macpherson, Ben, schottischer Politiker
- Macpherson, C. B. (1911–1987), kanadischer Politikwissenschaftler
- MacPherson, Cameron (* 1998), schottischer Fußballspieler
- MacPherson, Cluny (1879–1966), kanadischer Mediziner
- MacPherson, Daniel (* 1980), australischer Schauspieler und Fernsehmoderator
- Macpherson, David (* 1967), australischer Tennisspieler
- Macpherson, David Lewis (1818–1896), kanadischer Politiker
- Macpherson, Dugald, britischer Mathematiker
- MacPherson, Duncan (1966–1989), kanadischer Eishockeyspieler, unter ungeklärten Umständen am Stubaier Gletscher verstorbenDuncan MacPherson (1966–1989)

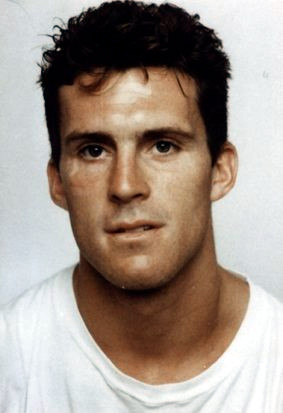
Duncan MacPherson (1966–1989)

- MacPherson, Earle S. (1891–1960), US-amerikanischer Ingenieur
- Macpherson, Elle (* 1964), australische Schauspielerin und FotomodellElle Macpherson (* 1964)

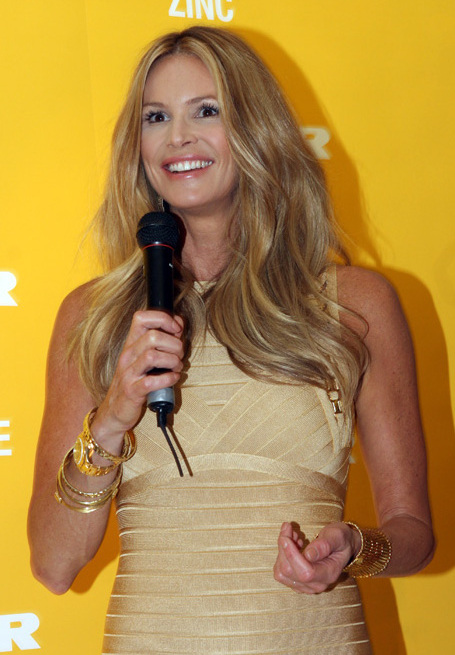
Elle Macpherson (* 1964)

- MacPherson, Fraser (1928–1993), kanadischer Jazzmusiker
- MacPherson, Glen (* 1957), kanadischer Kameramann
- MacPherson, Gus (* 1968), schottischer Fußballspieler und -trainer
- Macpherson, James (1736–1796), schottischer Schriftsteller und Politiker
- Macpherson, Jeanie (1887–1946), US-amerikanische Schauspielerin und Drehbuchautorin
- Macpherson, John (1853–1904), schottischer Fußballspieler
- MacPherson, Leslie Mitchell (1880–1941), australischer Sportler (Australian Football, Leichtathletik)
- MacPherson, Michelle (* 1966), kanadische Schwimmerin
- Macpherson, Niall, 1. Baron Drumalbyn (1908–1987), britischer Politiker, Unterhausabgeordneter und Peer
- MacPherson, Ripton (1922–2011), jamaikanischer Rechtsanwalt und Politiker (PNP)
- MacPherson, Robert (* 1944), US-amerikanischer Mathematiker
- MacPherson, Spencer (* 1997), kanadischer Schauspieler
- MacPherson-Russell, Phyllis (1923–2008), jamaikanische Politikerin (PNP)
- MacPhie, Brian (* 1972), US-amerikanischer Tennisspieler

### Macpo
- MacPolin, Eugenio (1889–1963), US-amerikanischer Geistlicher und Apostolischer Präfekt in Korea